# Formelbil
En formelbil er en enkelt persons racerbil hvis karrosseri ikke dækker hjulene. Formlen for formelbiler reguleres af FIA. Siden 1960'erne, er motoren placeret bag føreren.
De konkurrerer i forskellige klasser, hvor Formel 1 er den højeste klasse, for eksempel:
- Formel 1
- Formel 2
- Formel 3
- Formel 3000 som blev erstattet af GP2
- Formel Ford
- International Formula Master
- GP2
- GP3
- Superleague Formula
- Formel BMW
- Formel Renault

## Andre lignende formelbiler
- Indycar
- Champ Car (bort-taget serie)
- Formula SAE

| Sport | Spire Denne artikel om sport er en spire som bør udbygges. Du er velkommen til at hjælpe Wikipedia ved at udvide den. |